# Сыбызгы
Сыбызгы́ (тат. сыбызгы / sıbızğı, карач.-балк. сыбызгъы, ног. и кирг. сыбызгы, каз. сыбызғы, чув. шӑкӑлчи, шӑхлич) — духовой музыкальный инструмент. Род открытой продольной флейты типа башкирского и татарского курая. Длина 600—650 мм. Звукоряд сыбызгы варьируется от 4 — 6 отверстий. Ныне встречается редко.

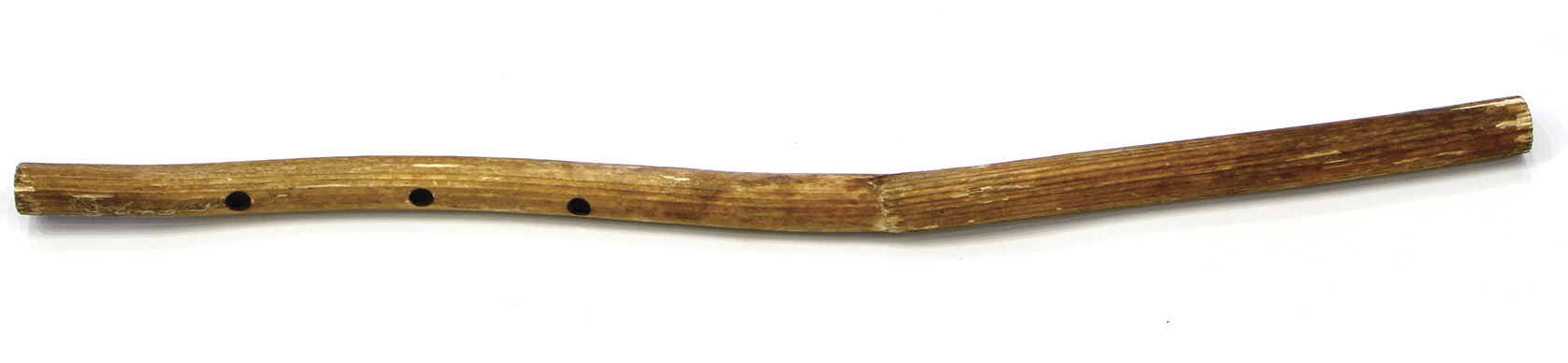
Сыбызгы из тростника

На территории Казахстана существует две разновидности сыбызгы, связанные с разными исполнительскими традициями. Так, восточный сыбызгы имеет конусообразную, более короткую по длине и малую по диаметру форму, а западная разновидность крупнее и длиннее.
Похожие на сыбызгы музыкальные инструменты существуют у многих евразийских народов: кавал — у венгров, молдаван и болгар, курай — у татар и башкир, гаргы-тюйдук — у туркмен, цоор — у монголов, шоор — у алтайцев и т. д. В настоящее время сыбызгы входит в состав всех казахских музыкально-этнографических коллективов.
Сопиль. Сопелка, сопилка, сопль, дудка, на которой играют, свирель, сиповка, чибизга, чакан из бузиновой палочки, коры из вербы и т. п. Дуда. Труба, трубка, ствол. Народное музыкальное устройство у пастухов, детей, убогих, редко используемый вместе с другими инструментами; она изготавливается из бузиновой тростины, камыша, со снятой ранней весной коры из вербового прута (сиповка, сопелка, чибизга).Владимир Даль